# Jesse Jane
Jesse Jane, nombre artístico de Cindy Taylor(Fort Worth, Texas; 16 de julio de 1980-Moore, Oklahoma; 24 de enero de 2024), fue una actriz pornográfica y modelo erótica estadounidense.

## Primeros años
Aunque nacida en Fort Worth (Texas), tuvo que mudarse y viajar por diversos lugares del sur y centro de los Estados Unidos durante su infancia debido al trabajo de su padre, militar de carrera. En el colegio e instituto acudía a clases de baile, era animadora y jugaba al fútbol. Tras terminar la educación obligatoria, comenzó su carrera como modelo. Volvió a su hogar en Arlington (Texas) y allí empezó a trabajar para la cadena de restaurantes Hooters, convirtiéndose en directora regional y apareciendo en uno de sus anuncios de televisión, además de convertirse en modelo para la famosa cadena de restaurantes.
También fue modelo para la cadena de cosméticos Hawaiian Tropic. Participó como extra en la película de Baywatch:Hawaiian Wedding y ganó el premio a la fotogenia de la organización de misses y modelos American Dreams Pageant.

## Carrera
En 2002, Jesse decidió ser actriz pornográfica y se puso en contacto con el estudio Digital Playground, los cuáles le llegaron a ofrecer un contrato exclusivo. Durante su carrera, llegó a trabajar únicamente con la productora hasta el año 2014, pasando de ser una completa desconocida a destacar como una de las actrices más reconocidas de la industria en la década de 2010, ingresando por méritos en el Hall de la Fama de los Premios AVN.
Realizó numerosas apariciones en revistas pornográficas, tales como Hustler, y en diversas revistas no pornográficas de todo el mundo. Asimismo, apareció en un vídeo y en la portada del disco Desensitized de la banda Drowning Pool y mantuvo relaciones sentimentales con los músicos Kid Rock y Tommy Lee.
Fue conductora del programa en Playboy TV llamado Naughty Amateurs Home Videos y tuvo apariciones esporádicas en algunos programas de la televisión estadounidense.

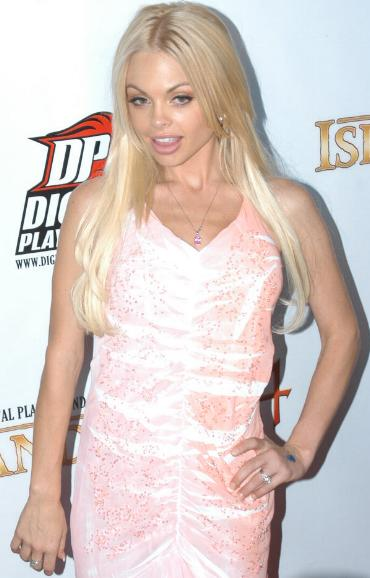
Jesse Jane at Island Fever 4 party 2

En enero de 2015 firmó un contrato de exclusividad de 2 años con Jules Jordan Video.

## Fallecimiento
Fue encontrada muerta junto a su novio, Brett Hasenmueller, en su domicilio de Moore (Oklahoma), el 24 de enero de 2024. Tenía 43 años de edad.
Posteriormente y tras la autopsia, se determinó que la actriz murió por una sobredosis de fentanilo y cocaína.

## Premios

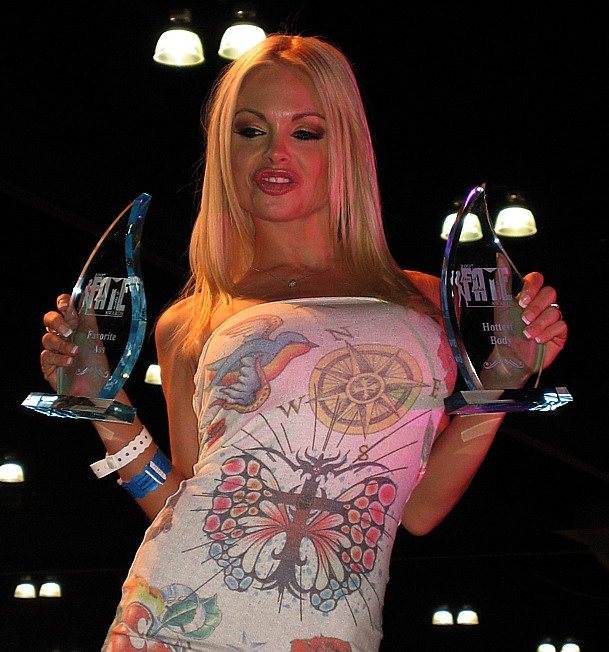
Jesse Jane con dos Premios F.A.M.E. en 2007.

- 2003 – Premio Nightmoves Entertainment – Best New Starlet (selección de los editores)[8]
- 2004 – Premio Venus – Mejor actriz estadounidense[9]
- 2004 – Premio Delta di Venere – Mejor actriz estadounidense[10]
- 2006 – Premio AVN – Mejor escena de sexo lésbico (vídeo) – Pirates[11]
- 2006 – Premio Nightmoves Entertainment – Mejor actriz (selección de los editores)[12]
- 2006 – Premio FOXE – Female Fan Favorite[13]
- 2006 – Premio Scandinavian Adult – Best Selling International Star[14]
- 2007 – Premio AVN – Mejor escena de sexo lésbico (vídeo) – Island Fever 4[15]
- 2007 – Premio F.A.M.E. – Hottest Body[16]
- 2007 – Premio Exotic Dancer – Adult Movie Feature Entertainer of the Year[17]
- 2007 – Premio Venus – Mejor actriz estadounidense[18]
- 2008 – Premio F.A.M.E. – Hottest Body[19]
- 2008 – Premio Medien eLINE – Mejor actriz estadounidense[20]
- 2009 – Premio AVN – Mejor escena de sexo lésbico grupal – Cheerleaders[21]
- 2009 – Premio F.A.M.E. – Hottest Body[22]
- 2009 – Hot d'Or – Mejor actriz estadounidense – Pirates II: Stagnetti’s Revenge[23]
- 2012 - AVN Awards - Mejor Actriz Secundaria